# Golcowa
Golcowa est une localité polonaise de la gmina de Domaradz, située dans le powiat de Brzozów en voïvodie des Basses-Carpates.